# Великий мажорний септакорд

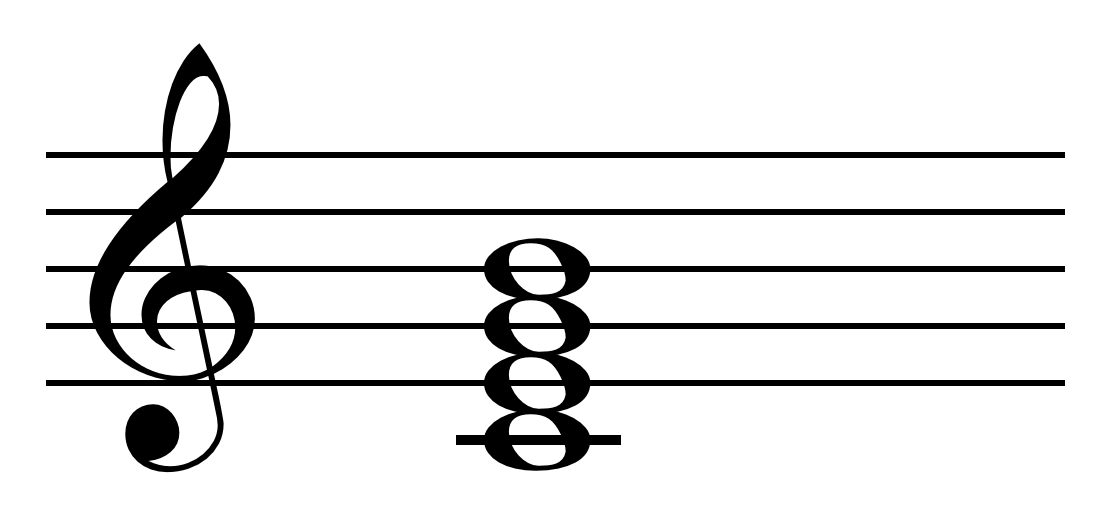
.
T^{7} в до мажорі

Великий мажорний септакорд — септакорд, що складається з великої, малої та великої терцій, що утворюється за допомогою додавання до мажорного тризвуку великої септими.

## Загальна інформація
Великий мажорний септакорд часто застосовується як ладовий центр у джазових композиціях. Яскравіше, «джазове» звучання відрізняє мажорні септакорди від домінантсептакордів і мінорних септакордів.
Особливістю великого мажорного септакорду (як і малого мінорного септакорду) є те, що до його складу входять два тризвуки протилежного нахилу.
Великий мажорний септакорд позначається як 7+, maj7, M7, +7, Δ.

## Обернення
Зверненнями великого мажорного септакорду є квінтсекстакорд, терцквартакорд і секундакорд, що складаються з великих і малих терцій, а також малої секунди, що є оберненням великої септими.
| Інтервальна будова обернень великого мажорного септакорду | Інтервальна будова обернень великого мажорного септакорду | Інтервальна будова обернень великого мажорного септакорду |
| --------------------------------------------------------- | --------------------------------------------------------- | --------------------------------------------------------- |
| Основний акорд                                            | Великий мажорний септакорд                                | в. 3 + м. 3 + в. 3                                        |
| Перше обернення                                           | Великий мажорний квінтсекстакорд                          | м. 3 + б. 3 + м. 2                                        |
| Друге обернення                                           | Великий мажорний терцквартакорд                           | в. 3 + м. 2 + в. 3                                        |
| Третє обернення                                           | Великий мажорний секундакорд                              | м. 2 + б. 3 + м. 3                                        |

Наприклад, великий мажорний септакорд від ноти до (C-maj7) і його обернення складаються з нот до, мі, соль і сі і звучать як одночасно узяті тризвуки до-мажор і мі-мінор.